# Прилежаев, Евгений Михайлович
Евгений Михайлович Прилежаев (1851—1900) — краевед, историограф, член Олонецкого губернского статистического комитета.
Кандидат богословия.

## Биография
Родился в семье протоиерея г. Олонца Олонецкой губернии.
Окончил Олонецкую духовную семинарию в Петрозаводске.
В 1875 г. окончил Санкт-Петербургскую духовную академию, после чего служил в ней приват-доцентом по кафедре русской
церковной истории «для чтения лекций по русской церковной истории.
синодального периода».
С сентября 1880 г. Святейший Синод — редактор-издатель православного журнала «Странник», заведовал в нем отделами «Обзор журналов» и «Известия и заметки», одновременно работал секретарем заведующего придворным духовенством.
С 1884 г. до самой смерти Е. М. Прилежаев служил делопроизводителем канцелярии заведующего придворным духовенством протопресвитера И. Л. Янышева.
Умер 6 февраля 1900 г. в Петербурге.

## Сочинения
- Новгородская Софийская казна // Журнал Министерства народного просвещения. 1875. № 7-8, 10.
- Прилежаев Е. Обонежские пословицы и загадки // Олонецкие губернские ведомости. 1870. № 92, 95.
- Прилежаев Е. М. Образчик народного суеверия // Олонецкие губернские ведомости. 1871. № 21.
- Прилежаев Е. М. Наказ и пункты депутату от Святейшего Синода в Екатерининскую комиссию о сочинении нового уложения // Христианское чтение. 1876. Кн. 9, 10.
- Краткая историческая записка об Олонце // Олонецкие губернские ведомости. 1887. № 67-69. (отдельное издание: Петрозаводск, 1887.). (Перепечатано: Олонецкий сборник. Петрозаводск, 1894. Вып. 3. Отд. 1. С. 218—226).
- Из материалов по истории Олонецкого края / Сообщил Е. М. Прилежаев // Олонецкие губернские ведомости. 1889. № 27.
- Одна из неизданных проповедей Святого Тихона Задонского //Христианское чтение. 1879. Кн. 9, 10.
- Прилежаев Е. М. Школьное дело в России до Петра Великого и в начале XVIII века // Странник. 1881. Кн. 1-3.
- Прилежаев Е. М. Проекты церковно-приходских школ в царствование Екатерины II // Странник. 1882. Кн. 12.
- Прилежаев Е. М. Партикулярные школы Петровской эпохи в Новгородской епархии // Олонецкий сборник. Петрозаводск, 1886. Вып. 3. Отд. 2. С. 73-80.
- Новгородские епархиальные школы в Петровскую эпоху // «Христианское чтение» 1887, кн. 3 и 4.
- Прилежаев Е. Когда был в городе Олонце Петр Великий? // Олонецкие губернские ведомости. 1890. № 90. (Перепечатано: Олонецкий сборник. Петрозаводск, 1894. Вып. 3. Отд. 1. С. 197—202)
- Петр Великий на Марциальных Олонецких водах // Олонецкие губернские ведомости. 1890. № 95. (Перепечатано: Олонецкий сборник. Петрозаводск, 1894. Вып. 3. Отд. 1. С. 202—206).